# Frenchburg
Frenchburg è un comune degli Stati Uniti d'America, situato nello Stato del Kentucky, nella Contea di Menifee, della quale è il capoluogo.